# 賴利·格林
賴利·格林（英語：Riley Green，1988年10月18日—）是一名美國鄉村音樂歌手。
在擔任唱片藝人之前，格林是CMT真人秀節目《Redneck Island》的參賽者。他在2013年發布了一張同名迷你專輯，隨後在2015年、2016年和2017年推出了額外的迷你專輯。2018年，他簽約給大機器唱片。